# Joel Olsson
Joel Olsson, född 11 augusti 1882 i Stora Skedvi församling, Kopparbergs län, död 27 februari 1966 i Falu Kristine församling, Kopparbergs län, var en svensk dirigent, violinist, flöjtist och kompositör.

## Biografi
Joel Olsson föddes 1882 i Stora Skedvi församling. Han avlade 1910 musikdirektörexamen vid Musikkonservatoriet och arbetade därefter som flöjtist i Kungliga Hovkapellet och violinist i Berns orkester. Mellan 1917–1941 var orkesterledare för Dalregementets musikkår i Falun och 1919–1949 dirigent för Dalarnas orkesterförening. Olsson invaldes 1937 som associé i Kungliga Musikaliska Akademien. Han avled 1966 i Falu Kristine församling.

## Musikverk

### Orkesterverk
- Melodi, symfonisk svit nr 1 i D-dur.
- Brittsommar, symfonisk svit nr 2 i g-moll.
- Bergsregementets marsch.
- Brudmarsch.
- En tonsaga, intermezzo för orkester.
- Fata morgana, vals för orkester.
- Frimurarkantat.
- Högtidsmarsch.
- I våretid, vals för orkester.
- Jungfru Maria, dalmålning på rim (Erik Axel Karlfeldt) för orkester.
- Petite suite de danse.
- Säterjäntans söndag.

#### Blåsorkester
- Fosterlandet, marsch.
- För fädernebygd, marsch.
- För kung och land, marsch.
- Gula brigaden, marsch.
- Kronprins Gustav Adolf, marsch.
- Leve Sverige!.
- Lotta Svärd, marsch.
- Varen svenske!, marsch.
- Svensk armémarsch, marsch.

### Pianoverk
- Margareta, minnesvals för piano.
- Gamla minnen, vals för piano.
- Leve Sverge!, marsch för piano.

### Sånger
- Norrland, text av Conrad Dahlin.
- Vårsång.
- Gångtrall.